# Colación hereditaria
Colación (del latín: collatio, forma sustantiva abstracta de collātus, participio pasivo de conferre, 'concesión') o acervo imaginario, es una regla del derecho sucesorio que tiene por objeto evitar desigualdades entre los herederos de un testamento (legitimarios), y que consiste en que la ley obliga a considerar como parte de la herencia aquellas donaciones hechas en vida por el testador a los herederos o a otras personas, de tal forma que lo donado se entienda haber sido un anticipo de la herencia.

## Reseña histórica

### De la collatio bonorum a la collatio justinianea
La colación hereditaria asombra por su complejidad, en gran medida dada por su proximidad a otras instituciones sucesorias, cuyos puntos de contacto le han perfilado históricamente contornos no muy precisos. Con menoscabo, incluso, de su propia fisonomía, la colación hereditaria ha encarnado en la dogmática jurídica disímiles figuras con las que se vincula; pero sin identificarse plenamente.
La mayoría de los autores coincide en calificar de espinoso y difícil el estudio sobre la colación hereditaria. A decir de Losana: “Pocas instituciones jurídicas ofrecen dificultades semejantes a las que presenta la colación: las vicisitudes experimentadas en el derecho romano; la diversidad de conceptos con que aparece en las costumbres francesas y en el Código de Napoleón; la impropiedad de las expresiones adoptadas por el legislador patrio en muchos artículos dedicados a tratar de la colación, y al tratar al mismo tiempo de ésta y de otras instituciones afines; la confusión introducida en la doctrina por los escritores; la delicadeza intrínseca de la materia: todo contribuye a hacer peligroso y arduo el comentario de esta parte del derecho sucesorio; todo recomienda al comentarista a proceder con la más exquisita circunspección si no quiere desviarse del camino derecho y perderse en un inextricable laberinto”.
Las dificultades que aún hoy día se presentan para hallar el exacto significado de la colación hereditaria, así como de su fundamento legal, se remontan al Derecho romano, en cuyo seno se gestó, transitando por dos fases o etapas sucesivas y distintas. En la primera, fue la colación la obligación que tenía el descendiente emancipado de traer a la herencia del pater familias cuanto hubiere adquirido tras su emancipación hasta la muerte de este; mientras que la segunda etapa es expresión de la evolución de la figura hacia la noción moderna de la colación, sobre la base de presumir que las liberalidades hechas en vida por el ascendiente resultan un anticipo de las legítimas.
La génesis de la colación hereditaria la podemos situar en la antigua Roma, habiendo sido introducida por el pretor como un medio de flexibilización del Ius Civile. La colación devino en un modo para mitigar las diferencias que, en el orden de la estructuración de la familia romana, se sucedían de la diversa posición jurídica en que eran colocados los hijos in potestatem respecto los emancipati.
En el marco del antiguo Derecho romano, como efecto de la emancipación, los hijos emancipados perdían el derecho a ser llamados ab intestato en la sucesión del padre, en tanto en la sucesión testamentaria, considerados como extraños a la misma, podían quedar relegados igualmente de suceder mortis causa por voluntad del causante. Ante esta situación de indubitable injusticia sucesoria, entraron a desempeñar un importante papel las normas del Derecho pretoriano, en virtud de las cuales fueron llamados unos y otros hijos a la sucesión del padre común, mediante la atribución, a los emancipati, de la bonorum possessio unde liberi en la sucesión intestada y la bonorum possessio contra tabulas en la testada.
Empero, esta concurrencia de emancipados y sui necesaris a la sucesión del padre, trajo aparejada una dificultad mayor, ocasionada por la incapacidad jurídica de los segundos frente a la capacidad de la primeros.
En efecto, los hijos emancipados emancipación, resultando plenamente capaces con posterioridad a la emancipación, podían conformar su propio patrimonio. En cambio, los hijos in potestate solo podían adquirir para el pater, nunca para sí; por lo que lejos de contribuir en beneficio de su propio patrimonio, coadyuvaban a engrosar la masa patrimonial de su progenitor. Nada más contrario a la justicia, el que subsiguientemente al fallecimiento del padre, abierta la sucesión y concurriendo a ella sui necesaris y emancipatis, estos últimos se vieran favorecidos con una parte del caudal relicto a cuya formación no habían contribuido, agregando a su propio patrimonio una porción de bienes a la postre adquirida a costa del esfuerzo de sus hermanos.
Estas circunstancias determinaron el que el pretor, en un intento por asegurar la igualdad entre todos los hijos que acudían a la sucesión del padre común, compeliera a cada emancipado a repartir a favor de los sui los bienes que estos hubiesen adquirido en el período comprendido entre la emancipación y el óbito del pater familias. Este mecanismo, conocido en Roma bajo la denominación de collatio bonorum y extendido posteriormente a la institución de la hija casada (collatio dotis) constituye el más genuino antecedente de la colación hereditaria.
No obstante, la concepción que hoy día prevalece sobre la colación solo la encontramos a partir de la obra de Justiniano. En tiempos del emperador Justiniano, esta institución sufre en Roma importantes modificaciones, en tanto la Novela 118 produjo una significativa transformación de los principios que rectoraron la misma en el Derecho clásico, sustentando desde ese momento la figura, no el anhelo de equidad entre los descendientes; sino el respeto a la presunta voluntad del de cuyus.
El reconocimiento de determinada capacidad patrimonial de los sui necesaris, comenzado a partir del surgimiento del peculio castrense y el peculio quasi castrense; así como, por un lado, la limitación que del objeto importó la restricción de la colación a solamente algunas clases de donaciones como las donatio propter nupcias y las ad emendam militiam, y de otro lado, la admisibilidad de una facultad de dispensa del de cuius paralela a la de exigir la colación de las donaciones simples, dotó a la institución de una investidura totalmente nueva, con la que ha viajado, no sin ciertas variaciones, hasta nuestros días.
Después de las modificaciones introducidas por Justiniano, tienen el deber de colacionar los descendientes del causante, legítimos o testamentarios, que sucedan conjuntamente con otros descendientes, a favor de los cuales se debiera la colación, siempre que llegaren a adquirir la herencia y que el causante no hubiese excusado de tal deber.
En este sentido, los descendientes adoptivos o legitimados no separados del causante por otro descendiente intermedio vivo - perdiendo razón de ser la antigua distinción entre emancipati e hijos in potestate -, que llegaren a adquirir la herencia y siempre que el causante no hubiera dispensado de colación, debían colacionar a favor del resto de los descendientes las liberalidades colacionables, formándose una masa común, en la que cada heredero tomaba una cuota proporcional a su participación hereditaria, testamentaria o ab intestato.
En cuanto al modo de realizar la colación, también es marcada la evolución en el Derecho romano. De la originaria forma verbal, que suponía una promesa del emancipati o la hija dotada casada sine manu o bien sui iuris, de repartir entre sus hermanos, ya los bienes adquiridos tras la emancipación, ya la dote; se produjo un tránsito hacia un sistema de aportación a la herencia de las mismas cosas que han de ser colacionadas (colación in natura), hasta que finalmente adquirió plena vigencia el sistema de computación del valor de los objetos colacionables (colación por imputación), cualquiera de los cuales podía cobrar validez.
Cuando parecía que la colación hereditaria debía estar destinada a desaparecer, al tiempo que se extinguían los fundamentos familiares y patrimoniales que le dieron origen, se evidenció en esta etapa de la historia del Derecho romano un renacer de la institución, reanimada sobre cimientos totalmente nuevos, los que llevaron a García-Ripoll Montijano a afirmar que “(…) esta figura, de justificarse por la solución de un problema familiar, pasa a serlo en la voluntad presunta del causante”.

### La colación hereditaria en los pueblos germánicos
Los pilares de la familia romana, organizada en torno a la figura del pater familias que, como acotaría anteriormente, incidieron en el origen de la collatio bonorum, arrostrando al pretor, sobre la base de la equidad, a institucionalizar la figura que estudiamos difieren, en gran medida, de los lazos consanguíneos que priman en la concepción germánica de la familia. De ello se colige, pues, el que en el Derecho germánico la institución de la colación no fuese concebida del mismo modo que en el Derecho romano.
La concepción germánica de la colación hereditaria tiene por base la propia noción que de la sucesión mortis causa en general y la legítima en particular impera en este Sistema Sucesorio, concretada en la máxima de que los herederos no los hace el hombre; sino Dios, adquiriendo real trascendencia los vínculos consanguíneos entre el causante y el sucesor por causa de muerte. De aquí que, el Derecho germánico, girando en torno a esta idea de la familia, exigiera la colación de todo lo que se hubiera recibido de los padres, aunque operara una renuncia a la herencia.
Constituyendo en el Derecho germánico legítima toda la masa partible por igual entre los hijos, con excepción del quinto si se hubiere dispuesto de él como donación o manda, nos apunta Vallet de Goytisolo, se confundió este instituto con la imputación a la legítima y reducción de las donaciones por inoficiosidad. Comparando ambos Sistemas Sucesorios, prosigue este autor, tenemos que “(…) la colación germánica jugaba en defensa de las legítimas y de la igualdad absoluta entre los hijos; la colación romana bizantina actuaba, en cambio, bajo el presupuesto que el donante había querido que su caudal relicto, engrosado con las donaciones colacionables, se repartiera entre sus descendientes en la misma proporción que les había instituido herederos, o, de no haber testado, en las de sus cuotas ab intestato”.
En suma, de conformidad con el Derecho germánico, teniendo por función la legítima el reparto igualitario entre todos los descendientes, componiéndola todos los bienes que el padre hubiese entregado a sus hijos, incluso a título de donación; la colación se integra como una acción protectora de la legítima, garantizando la distribución igualitaria de la herencia entre estos, formada por el caudal relicto y las donaciones colacionables, no reducidas a las donaciones ob causam como en el Derecho romano.

### Supervivencia de los principios romanos justinianeos en el Derecho histórico español
Para comprender a cabalidad la ratio legis de las disposiciones jurídicas que rigieron esta materia en el Derecho histórico español, es obligada la referencia a las circunstancias económicas y políticas reinantes en esta época, condicionantes, en última instancia, de la superestructura de la sociedad. Un recorrido por los anales de la colación hereditaria desde la Alta Edad Media, las Leyes de Toro hasta la etapa codificadora, supone un estudio, siquiera somero, de las condiciones sociales, políticas y económicas que le sirvieron de base.
Al respecto, García-Ripoll Montijano, nos comenta que en la Alta Edad Media la familia adquirió un papel esencial, al desaparecer el Reino visigodo y el poder público hacerse débil en la zona cristiana, por lo que, a diferencia del Derecho romano, la propiedad del padre de familia apareció como una propiedad cuasi comunal.
Esta situación de copropiedad en que se entendía la masa familiar en relación con padres e hijos, repercutió sin duda en el Derecho de Sucesiones, cediendo la libertad dispositiva mortis causa a favor del sistema de división forzosa igualitaria del patrimonio hereditario entre los parientes. Erosionada la facultad de mejorar, la búsqueda de dicha igualdad sucesoria entre los hijos, determinó que estos debieran restituir a la masa hereditaria todo cuanto hubieren recibido del causante, sin precisión alguna entre las diversas modalidades de donaciones.
No es hasta la Baja Edad Media que las relaciones feudales sobre las que se erigió la familia española en la Alta Edad Media comienzan a verse resentidas por el nacimiento de una incipiente burguesía que amenazaba con desplazar a la clase noble.
La reacción de la nobleza no se hizo esperar, sintiéndose atacada encontró apoyo en una forma especial de amortización de la propiedad: los mayorazgos. El fenómeno de la amortización de la propiedad, en materia sucesoria, importa la vinculación de los bienes del causante a una determinada estirpe nobiliaria, fundamentalmente a través de la figura del mayorazgo. Los amayorazgados, también calificados como “manos muertas” carecían de facultades dispositivas sobre los bienes objeto de dicha vinculación.
Efectivamente, el mayorazgo suponía una vinculación del patrimonio mediante su transmisión al primogénito, a quien estaban vedadas las facultades dispositivas anejas al derecho real de propiedad, de aquí el calificativo de “manos muertas”. Esta fórmula encontró inclusive respaldo legislativo, expresión de lo cual lo constituyen las Leyes de Toro de 1505.
Tal fue la relevancia de los mayorazgos en el seno de la nobleza española que incluso podía constituirse sobre las mejoras del tercio y el quinto. En este contexto, el sistema de legítimas, al menos entre la nobleza, perdió fuerza y vigor, en tanto los hermanos del primogénito únicamente tenían derecho a heredar su legítima sobre los bienes no afectados con la vinculación.
En lo que concierne a la colación, la Ley 29 de Toro, en su primer apartado, establecía: “Cuando algún hijo o hija viniere a heredar o partir los bienes de su padre o de su madre, o de sus ascendientes, sean obligados ellos a sus hermanos traer en collación e partición la dote e donación propter nupcias e las otras donaciones que obieren recibido de aquél cuyos bienes vienen a heredar. Pero si se quisiera apartar de la herencia, que lo pueden hacer, salvo si la dote o donación fueren inofficiosas que en este caso mandamos que en este caso sean obligados los que los recibieron, ansí los hijos y descendientes en lo que toca a las donaciones, como las hijas e sus maridos, en lo que toca a las dotes puesto que sea durante el matrimonio, tornar a los herederos del testador aquello en que son inofficiosas para que lo partan entre sí: E para decir si la tal dote es inofficiosa se mire a lo que escede de su legítima de tercio y quinto de mejora”.
Como puede apreciarse, la Ley 29 de Toro no deslindó nítidamente entre colación, imputación y reducción de las donaciones por inoficiosas, más bien propició su confusión. Algunos autores, entre ellos Vallet de Goytisolo, arguyen, sin embargo, que el Derecho español respetó las reglas romanas sobre la colación, en especial, en la Partida 6, 15, 3, desde el ap. 2.º hasta el final, la 6, 15, 6, ap. 4.
Admite Vallet, no obstante, que en la práctica varias circunstancias facilitaron la confusión entre la colación propiamente dicha y la imputación a la legítima. “En primer lugar, el hecho de que normalmente se disponía, a título de herencia de la legítima, que abarcaba la mayor parte del caudal, y que se distribuyesen el tercio y el quinto a través de legados y donaciones (…). En segundo término, era fácil que la rutina involucrase prácticamente el primer apartado de la Ley 29 de Toro con los siguientes de la misma”. Por otro lado – señala - “el empleo – por algún autor – del verbo conferre y el sustantivo collatio aplicado, en derecho hereditario, con doble significado – en un sentido técnico netamente diferenciado y en un sentido gramatical o vulgar de llevar o añadir -, pudo dar apariencia de confusión o inducir a ella”.
A mi juicio, le asiste razón a García-Ripoll Montijano cuando afirma que: “la colación después de las Leyes de Toro, quedó muy desdibujada. Por una parte, al producir la colación siempre un efecto de igualdad entre legitimarios, el desinterés que el legislador manifestó por esa igualdad produjo que la colación se limitara a determinados supuestos muy concretos: de aquí que la doctrina considerara que para que la donación simple fuera colacionable, esto se debía señalar por el causante expresim (…). Por otra, las liberalidades declaradas colacionables por la ley (en especial la dote) nunca podían sobrepasar la legítima estricta de la dotada, por lo que se explica que la colación acabara confundiéndose con la imputación a la legítima”.
Esta situación, a partir de finales del siglo XVIII, experimentó en España una cierta reversión. La nobleza definitivamente había entrado en crisis, no pudiendo asegurar su puesto preponderante frente a una burguesía cada vez más en ascenso. Las relaciones económicas habían cambiado esencialmente, sobre todo a partir de la Revolución Francesa de 1789, cuyos principios de igualdad, fraternidad y hermandad colisionaban con los privilegios de la nobleza y, por tanto, con las vinculaciones y los mayorazgos.
Cualquier restricción a la propiedad, para el Estado liberal burgués, influenciado por las corrientes iusnaturalistas, se consideraba perjudicial para la economía. El individuo no debía encontrar obstáculo alguno para el desarrollo de su personalidad y de la economía privada, incipientemente capitalista.
Muestra del auge del pensamiento liberal burgués lo constituye el Proyecto de Código Civil de 1851, importante galón en la diferenciación entre la colación y la computación para el cálculo de la legítima. Los principales avances respecto el Derecho precedente, en cuanto a la regulación de la colación, los podemos sintetizar de la siguiente manera: El Proyecto de 1851 no refuta mejora todas las clases de donaciones, en contraposición a las Leyes de Toro; se sustituye la colación in natura por la colación por imputación; se desvanece la antigua distinción entre las donaciones ob causam y las simplicis.

## La configuración dogmática de la colación hereditaria

### Elementos subjetivos y objetivos
Considerar que toda donación entre vivos operada a favor del legitimario que concurre con otro u otros que también lo sean a la sucesión del donante, constituye un anticipo de lo que le corresponde por ley en concepto de legítima, incita a estimar el fundamento de la colación desde una perspectiva subjetiva.
Desde esta óptica, la colación se presenta como un medio dirigido a igualar las porciones hereditarias de los coherederos legitimarios al momento de la partición, computando el valor de los bienes o efectos donados en la masa común partible, a los fines de imputarlo en la hijuela del heredero legitimario, donatario del de cuius. Luego entonces, el principal beneficiario de la colación lo es indudablemente el coheredero legitimario que no se aprovechó de las liberalidades inter vivos del causante. Si como resultado del ejercicio de la acción de colación, el legitimario, a su vez donatario, percibe de menos tanto como ya recibió en vida del causante, mediante la aportación de estos valores a la masa hereditaria, resulta comprensible la legitimación activa atribuida al heredero forzoso no donatario, quien justamente a través del ejercicio de la acción de colación obtiene este efecto: el restablecimiento de la igualdad quebrantada a raíz de las atribuciones patrimoniales a título lucrativo realizadas inter vivos por el causante a alguno o algunos de los de su misma condición.
La condición de heredero, alcanzada con la aceptación, requerida para ser titular de la colación se explica fácilmente, en virtud del móvil sobre el que se asienta esta acción. Si la igualdad entre los especialmente protegidos constituye el fin primero al que se orienta la colación, la concurrencia simultánea de estos a la sucesión presupone una situación de comunidad hereditaria, cuya vía de extinción por antonomasia lo constituye la partición. Pues bien, la colación se engarza a la partición como una operación previa e indisoluble al repartimiento del acervo hereditario. De esta forma, puedo concluir que la comunidad hereditaria entre legitimarios es para la colación, lo que el tiempo para el reloj de la vida, el péndulo que marca la existencia misma de la institución.
Quedando reservado el ejercicio de la colación a los herederos forzosos, se excluye a quienes deban la satisfacción de su cuota legitimaria por vía distinta a la atribución hereditaria. Así, se encuentran privados de ser titulares y destinatarios de la colación los acreedores hereditarios, los donatarios no herederos y los legatarios, incluyendo los de parte alícuota, sin perjuicio del derecho que les asiste para solicitar la computación de las donaciones y demás liberalidades, en aras de determinar el valor total de la legítima y la reducción de las que mengüen su montante.
Arduas polémicas se han suscitado en la doctrina en lo que concierne a la denegación o concesión del ejercicio de la colación al legatario parciario o de parte alícuota, inclinándose la mayor parte de los autores en sentido negativo. El legatario de parte alícuota, aunque llamado a una fracción del activo resultante después de liquidada la herencia, conserva la calidad de legatario.
La indeterminación de las relaciones jurídicas en que sucede el legatario de parte alícuota, no parte del contenido, invariablemente constreñido al activo neto hereditario; ni al momento en que se articula el tránsito de una esfera jurídica a otra, coincidente con la apertura de la sucesión, sino a la efectividad propia de la disposición testamentaria, dependiente, en todo caso, de que reste activo después de satisfecho el pasivo hereditario.
La materialización del legado no convierte en heredero al legatario parciario, pues la concreción de su cuota al activo líquido de la herencia, satisfechas las deudas y cargas sucesorias, le confiere a este tipo de sucesión el carácter unitario propio de las disposiciones a título particular, incompatible con la ratio de la colación que, como vimos, se inserta en el marco de la partición de la herencia, típico mecanismo de división hereditaria.
Por esta misma razón, el que singularmente sean colacionables las liberalidades realizadas a los herederos legitimarios, tampoco pueden los acreedores del difunto solicitar la colación ni aprovecharse de ella.
De esta forma, no teniendo por cometido la colación hereditaria más que el reparto igualitario de la porción legitimaria correspondiente a los herederos forzosos el acreedor del heredero legitimario a quien se le deba la colación, no podrá dirigirse contra el coheredero sujeto a la misma en el supuesto de inacción de la acción.
La acción subrogatoria de las llamadas acciones de última fila, tiene por fundamento la defensa de los derechos subjetivos de los acreedores, ante la insolvencia patrimonial del deudor, carente de bienes, no así de acciones frente a sus deudores personales -, mediante el ejercicio de los créditos que su deudor principal no ejercita.
Si nos adentramos en la naturaleza jurídica de la colación, podremos comprobar la endeblez de la tesis que sostiene comprensible la colación en el terreno de los derechos de crédito. La pretensión de los coherederos legitimarios de aumentar su cuota al partirse la masa hereditaria incrementada con el valor colacionable, es un efecto propio de las operaciones divisorias, no importando en sí mismo un derecho de crédito y por consiguiente, no puede estimarse susceptible de ejercicio por los acreedores del heredero legitimario.
El acreedor podrá, en cambio, dirigirse contra el heredero legitimario en caso de ser fraudulento el acto de donación, empero el fundamento de la defensa del derecho de crédito en tal supuesto tiene por base, no el mantenimiento cuantitativo de la igualdad legitimaria, en proporción a las cuotas señaladas por el testador, cual se persigue a través de la colación; sino el mantenimiento de un equilibrio patrimonial, menoscabado por la acción fraudulenta.
Por último, es dable señalar que la exclusión del legatario parciario como sujeto activo o pasivo de la colación alcanza al mismo tiempo al heredero ex re certa. La causa de la prohibición se funda en la intrínseca naturaleza de la disposición testamentaria, caracterizada por su nivel de concreción. Habiendo el causante predeterminado el contenido de la atribución mortis causa, resulta contraproducente estimar que el valor recibido por donación u otro título lucrativo lo fue como anticipo de una cuota hereditaria compuesta por relaciones jurídicas previamente determinadas por él.
En resumen vale decir que los aspectos activo y pasivo de la relación jurídica de colación coinciden ambos en la figura de los herederos legitimarios. La colación es exigida por el heredero legitimario al coheredero legitimario que hubiere recibido en vida del causante bienes o derechos, por donación u otro título lucrativo, siempre que el causante no le haya dispensado de tal deber.
Sin embargo, no todo acto de liberalidad es susceptible de ser colacionado, debe tratarse de liberalidades recibidas del causante por actos inter vivos, o sea, aquellas que surten efectos en vida de este, perdiendo razón de ser, en interés al fundamento subjetivo presente en la colación, las que se realizan con fijación del destino post mortem de los bienes u otros derechos patrimoniales pensando el causante en su propia muerte (contemplatio mortis).
A diferencia del Derecho romano primitivo, en el solo se comprendían objeto de colación la dote, las donaciones propter nupcias y los gastos hechos por el padre para comprarle al hijo un cargo militar, no debiéndose colacionar por regla general las denominadas donaciones semplicis, a no ser que el causante hubiere dispuesto su colación; en la actualidad, sustrato de la última fase evolutiva de la institución entre los romanos, deben ser colacionadas todas las donaciones y cualquier otra atribución gratuita efectuada por el de cuius al heredero legitimario.
La donación se califica como un acto de liberalidad por medio del cual una persona se empobrece en una fracción de su patrimonio en beneficio de otra que experimenta un enriquecimiento con ella. En el orden técnico, la delimitación entre la donación como negocio jurídico y la noción de liberalidad importa más que un mero ejercicio teórico. Ciertamente, toda donación supone una liberalidad, pero que no toda liberalidad entraña necesariamente un acto de donación, pues la liberalidad puede hacerse efectiva por otros medios distintos a la donación, pero por los cuales se obtiene el mismo efecto económico de empobrecimiento en el patrimonio del disponente y correlativo enriquecimiento en el del beneficiario.
La heterogeneidad de supuestos que pueden quedar comprendidos dentro de la categoría otro título lucrativo es amplísima, sobre todo si analizamos la diversidad y vastedad de la obra del intelecto humano para, haciéndose valer de negocios típicamente reglamentados, obtener resultados disímiles a los previstos para el tipo negocial.
Los denominados negocios jurídicos indirectos generalmente asisten como subterfugio de categorías negociales que nacen por encima de las normas imperativas que las rigen o, más específicamente, como medios adyacentes para soslayar las prohibiciones que sobre estas ha impuesto el orden legal. Estamos en presencia de un negocio jurídico indirecto cuando a través de un negocio disciplinado por ley se persiguen fines ulteriores que normalmente no son alcanzados tras su perfección. Son, digamos, el vehículo jurídico que sirve para transportar la autonomía de la voluntad hacía una finalidad predeterminada que difiere de la que es conseguida a través del sendero tradicional, adoptado de ordinario para arribar a la misma.
Dentro de ellos merecen especial atención, en el sentido que se analiza, las llamadas donaciones indirectas. A decir de Vallet de Goytisolo, la donación indirecta es una “(…) figura jurídica en la cual mediante un negocio jurídico de distinta naturaleza, realmente querido por las partes, se persiguen los fines propios de la donación. En este supuesto - se dice- la causa es la del negocio típico, siendo motivos determinantes los de la donación, que no llegan a incorporarse al negocio con el carácter de causa, pues en tal caso trataríase propiamente de un negocio mixto”.
Las donaciones indirectas constituyen un negocio jurídico a tenor del cual el donante, sin llegar a encubrir o simular la liberalidad bajo las apariencias de un negocio de carácter oneroso, caso en que afloraría no más la simulación; realiza, animus donandi, la transmisión de la propiedad de determinado bien o derecho a favor del donatario por vía diversa al contrato de donación.
Colin y Capitant reconducen las donaciones indirectas a los actos que pueden servir para favorecer a una persona. Así, citan: la renuncia in favorem, la condonación de deuda, la estipulación por otro y el registro de títulos nominativos a favor de otro. Todas estas ejemplificaciones pudieran ser objeto de minucioso examen, pero ello excedería cualquier pretensión académica a que se enfila el presente Capítulo, de aquí que me limite a realizar breves comentarios sobre algunas de ellas.
En primer lugar, es dable decir que la renuncia in favorem cuando se lleva a cabo con la intención de donar, en puridad no queda sumida en los moldes del negocio indirecto. Cuando una persona renuncia de forma gratuita a un derecho en favor de alguien, está realizando una verdadera donación, y consiguientemente el acto deviene en colacionable, siempre que el favorecido sea un heredero legitimario que concurre a la sucesión con otros que también lo sean.
En sede de renuncia in favorem habría que realizar ciertas acotaciones de consistir la herencia su objeto. Prima facie, tendremos que deslindar entre la llamada renuncia traslativa y la abdicativa, esta última considerada la verdadera renuncia hereditaria. Sobre la naturaleza jurídica de la renuncia hereditaria es concebida como una declaración negativa de voluntad, unilateral, de carácter no recepticio, orientada a la repudiación del conjunto de relaciones jurídicas que quedaron acéfalas a la muerte del causante y a las que fuera llamado el renunciante, quien no solo se aparta de llegar a convertirse en heredero, sino que se desentiende, a su vez, del destino final que sigan dichas relaciones jurídicas.
Por otra parte, la calificación de donación indirecta atribuida por COLIN y CAPITANT a las estipulaciones por otro o contratos a favor de terceros, se haya falta de individualización en cuanto a la relación de valuta entre el estipulante y el tercero beneficiario, la cual obra como causa de la atribución que este percibe. De esta suerte, únicamente podremos imputarle el sentido de donación indirecta a la estipulación por otro cuando la relación interna entre el estipulante y el tercero no reposa en una causa onerosa.
Paradigma de los negocios jurídicos indirectos causa donandi, lo es la designación de beneficiario en los contratos de seguro de vida para caso de muerte. Hoy día nadie pone en tela de juicio el que los seguros sobre la vida para caso de fallecimiento participan de la naturaleza de donación mortis causa indirecta a favor de tercero. Donación por el carácter de liberalidad que presentan las primas abonadas por el tomador de seguro a la entidad aseguradora; mortis causa debido a la coincidencia necesaria que debe existir entre la muerte del asegurado y la adquisición, por el tercero beneficiario, del derecho estipulado en su favor; indirecta tanto por la trayectoria recorrida por la atribución patrimonial, - del promitente directamente al tercero no parte en la relación jurídica de cobertura -, como por haber elegido el donante (tomador del seguro) para la consecución de su finalidad un negocio jurídico distinto al contrato de donación; y, por último, a favor de tercero, pues a su través el contrato de seguro amplía su eficacia activa, derivando un derecho de crédito hacia una tercera persona ajena al contrato base.
En los seguros de vida para caso de fallecimiento, como quiera que el beneficio que deriva del pago puntual de las primas, suma asegurada, es recibido por el tercero designado al momento de la muerte del asegurado, la colación queda desdibujada al desaparecer uno de sus elementos: la naturaleza inter vivos de la donación o el título lucrativo en virtud del cual se impone al heredero legitimario la obligación de colacionar.
Suponiendo la colación una liberalidad deferida inter vivos por el causante, queda aquella desestimada cuando se trata de un seguro de vida para caso de fallecimiento, puesto que el empobrecimiento y correlativo enriquecimiento del legitimario beneficiario del seguro, concretado en las primas satisfechas por el causante tomador en aras de mantener vigente el contrato con la entidad aseguradora, solo se hace efectivo al recibir el tercero beneficiario la suma asegurada, tras el fallecimiento del tomador del seguro.
Contrario sensu, la obligación de colacionar del beneficiario del seguro adquiere verdadera relevancia en el ámbito de los seguros de vida para caso de sobrevivencia y en los seguros de vida ajena. En los primeros, el hecho que determina la prestación del asegurador es la supervivencia del asegurado a una determinada fecha o un determinado acontecimiento. En los segundos, la prestación pende de la muerte, pero no del tomador del seguro, sino de un tercero que este indica, nota que hace, en estos casos, sumamente complejo el esquema subjetivo del contrato de seguro.
En correspondencia con el officium o deber de asistencia de una persona en relación con sus más próximos parientes o familiares, los preceptos relativos a la reducción de las donaciones inoficiosas se configuran como normas de Derecho necesario, no pudiendo ser derogadas arbitrariamente por voluntad de los particulares, en aras de otorgar una efectiva defensa a los herederos especialmente protegidos contra los perjuicios causados por las donaciones excesivas del causante.
Mientras que las donaciones colacionables, otorgadas en vida a favor de los especialmente protegidos se entienden realizadas, hasta el límite legal, con tal que no lesione los derechos de los demás legitimarios, con cargo a su porción legitimaria, como anticipo de lo que les correspondía, presumiéndose que la intención del causante fue igualarlos a todos en la sucesión, salvo voluntad contraria; las donaciones deferidas a los terceros extraños a la herencia, se imputan a cargo de la parte de libre disposición, con expresa prohibición de franquear la mitad de la herencia. En este segundo caso, las donaciones no se dirán colacionables, sino rescindibles por inoficiosas si excede de lo que puede darse o recibirse por testamento.
Se prescinde de los frutos naturales, que bajo ningún concepto pueden considerarse objeto de colación. Sirven de sostén a esta afirmación los principios fundamentales que informan la colación, basados en la voluntad presumible del causante, que no puede desligarse del presente emancipándose hacia un futuro lejano e imperceptible, máxime en una economía tan vulnerable al cambio como la moderna, para contabilizar unos frutos que, a ciencia cierta, no se conoce ni su configuración futura ni su ascendencia económica.
De igual forma, no se encuentran contenidos entre las liberalidades colacionables los gastos con motivo de alimentos, educación, salud, etc., aunque sean extraordinarios y, en general, todos los que entrañen el cumplimiento de un deber de asistencia originadas por el status familiae. Estos gastos se consideran un deber jurídico, por naturaleza contrapuesto a la concepción de liberalidad que sugiere la definición misma de colación hereditaria.
No existe disparidad normativa alguna en el sentido de detraer de la colación a esta clase de gastos. La mayoría de los países latinoamericanos coinciden en que lo gastado en alimentación, aprendizaje, salud y otros ordinarios no deben colacionarse, Uruguay, Bolivia, Venezuela y Argentina son exponentes de esta corriente de pensamiento.

### Elementos formales de la colación
Derivación del progreso verificado en el Derecho romano en cuanto a los modos de realizarse la colación, en la época actual revisten real importancia práctica el régimen de aportación material y el sistema de imputación o deducción, que son los que encuentran amparo legislativo, mientras la denominada colación caucional o provisional ha caído en desuso, merced las concepciones modernas en torno a la naturaleza jurídica de la institución.
La colación puede llevarse a cabo por dos vías diametralmente opuestas: obligándose el legitimario a entregar a la masa hereditaria las mismas cosas donadas para aunar con el resto de los bienes relictos, a los efectos de la partición (colación material o in natura) o aportando el valor de los bienes donados al tiempo de valorar el caudal relicto del causante, tomando de menos tanto como hubiera recibido en vida de aquel (colación ficticia o por deducción).
En Venezuela se contemplan ambas especies de colación, dejando la elección al arbitrio del colacionante. De acuerdo con el artículo 1 097 del Código Civil venezolano, “la colación se hace, sea presentando la cosa en especie, sea haciendo que se impute su valor a la respectiva porción, a elección del que hace la colación”. También el Código Civil de Bolivia reconoce la validez de la colación in natura y la colación por imputación, aunque tal eficacia se deduce del análisis de su articulado y no de un pronunciamiento expreso del legislador. Lo cierto es que cada día con mayor ímpetu se constata los inconvenientes que genera la autorización de la colación en especie, sobre todo en los tiempos actuales en que se combate toda rémora que tropiece con el tráfico jurídico.

#### La colación in natura
Esta especie de colación presupone una agregación material de los bienes colacionables al relictum, a los fines de ser posteriormente divididos entre los coherederos legitimarios. Se opone al derecho real de propiedad transmitido en ocasión de la donación o liberalidad recibida en vida del causante y el tractus sucesivus de esta, lo que en ciertas oportunidades la convierte en anacrónica e improbable en su realización.
En franca discrepancia con el principio de seguridad jurídica, con el empleo de este sistema se desmoronan las bases de la donación como contrato traslativo del derecho de propiedad, en tanto una propiedad consumada, cual efecto del acto liberal, se enfrenta al acontecimiento futuro e incierto de la colación. El dominio, por tanto, nunca sería en dichos términos definitivo, al menos hasta tanto abierta la sucesión no se conozca si la colación es exigible o no, ya por no concurrir a la herencia más de un heredero legitimario, por renuncia de todos los coherederos o por haber el causante dispuesto la dispensa de la colación.
A estos inconvenientes habrá que agregar la situación privilegiada en que se colocaría el heredero legitimario en comparación con el resto de los coherederos de su misma condición cuando los bienes donados hubiesen sido adquiridos por terceros de buena fe, a quienes no alcanza el acto de colación o, en idéntico sentido, cuando por caso fortuito o fuerza mayor perecieren los objetos donados.
Sin lugar a equívocos, estas circunstancias desfavorables han provocado el predominio - doctrinal y legislativo -, de la colación ficticia.

#### La colación por imputación
El artículo 1045 del Código Civil español, regula esta modalidad de verificarse la colación hereditaria. De acuerdo con este precepto: “No han de traerse a colación y partición las mismas cosas donadas, sino su valor al tiempo que se evalúen los bienes hereditarios. El aumento o deterioro físico posterior a la donación y aún su pérdida total, causal o culpable, será a cargo y riesgo o beneficio del donatario”.
Para evitar los perjuicios que irroga la aportación material de los efectos a título lucrativo cedidos, basta la deducción de su valor, con lo cual el heredero legitimario conserva el derecho de propiedad sobre los mismos, desplazando a la masa partible meramente el valor contable de los bienes sujetos a colación. Expresión de esta agregación ficticia, lo constituye la regla prevista en el artículo 530 del Código Civil cubano disponiendo que lo que se incluye a la masa hereditaria a los efectos de la partición es el “valor” de los bienes recibidos por el causante.
Es dable diferenciar en la práctica la fase de computación de las donaciones colacionables propiamente dichas de la computación en sentido técnico jurídico. La colación se reduce a la computación de las donaciones realizadas a los “herederos” especialmente protegidos y no de todas las donaciones efectuadas por el causante, operación que apunta hacia el cálculo del importe de la legítima material y dentro de ella del valor de la legítima individual, desmembrándola de la parte de libre disposición.
Aclarado que la aportación a que conduce la colación estriba, en aras de constituir la masa partible entre todos los especialmente protegidos, en el valor de lo recibido por estos en vida del de cuius, por donación u otro título lucrativo; resta determinar el momento de la valoración, no precisado por el legislador cubano ni expresa ni tácitamente.
El que la colación recaiga sobre el valor real de la liberalidad, posee un doble significado. En primer lugar, que la estimación económica será realizada de conformidad con las circunstancias monetarias presentes en el momento de la partición. En segundo lugar, que, a tales efectos, se desestimarán los aumentos o deterioros que puedan sufrir los bienes donados, ya sea por obra de la naturaleza o por el hombre.

### Reunión ficticia a los efectos de la computación para el cálculo de la legítima, acción de reducción de donaciones inoficiosas y colación hereditaria
La configuración dogmática de la colación hereditaria aparece perneada de vivas y nutridas reflexiones técnicas, ninguna tan avivada por los fuegos doctrinales como la trillada distinción entre reunión ficticia a los efectos del cálculo de la legítima y su defensa en caso de que fuesen lesionados los derechos de los legitimarios, por un lado y, por otro, las operaciones matemáticas o aritméticas suscitadas a partir del ejercicio de la acción de colación hereditaria.
Al respecto, es unánime el criterio de la doctrina en apreciar que las operaciones para el cómputo de la legítima distan de las que componen la colación hereditaria en varias notas, primordialmente, en que las primeras se rigen por normas de ius cogens a las que no alcanza la voluntad del causante; se refieren, en principio, a la totalidad de las donaciones ordenadas por el causante a todos los sujetos, legitimarios o no; pudiendo dar lugar, en su caso, a un desplazamiento económico jurídico del legitimario favorecido con el exceso al perjudicado en su porción.
Para determinar si una donación es o no oficiosa, habrá inefablemente que fijar la legítima como un paso previo a la colación. Esta operación, resultado de añadir al valor de los bienes subsistentes a la muerte del causante, con deducción de las deudas y cargas (activo neto), el importe de las donaciones en vida efectuadas por el causante se le conoce como reunión ficticia (relictum - deudas + donatum).
Pero la reunión ficticia no posee el mismo significado que la colación hereditaria; aunque esta conlleve, de igual forma, operaciones matemáticas de resta y suma. Al efectuar la colación se toma el valor del relictum agregándole, no todo lo donado, sino solo las liberalidades deferidas a los herederos legitimarios, para formar una masa única a repartir entre todos ellos, imputándose al heredero donatario la parte de lo que ya tiene recibido.
En resumen, la reunión ficticia para el cálculo o computación de la legítima, difiere de la colación en sentido técnico jurídico en diversos aspectos, a saber:
- Por sus sujetos.- La colación solo comprende las donaciones realizadas a los herederos legitimarios, la computación las operadas a todos los donatarios.
- Por el régimen jurídico aplicable.- La colación es un instituto voluntario, su aplicación puede ser objeto de dispensa por el causante, en cambio, las normas que regulan la computación de la legítima son de Derecho necesario, inderogables por obra de los particulares.
- Por sus efectos.- La colación supone un mero desplazamiento contable del patrimonio del heredero legitimario donatario a la masa partible, la computación, de resultar inoficiosa la liberalidad, puede causar un desplazamiento de bienes derivado del ejercicio de la acción de reducción.
- Por su finalidad.- La colación no tiene por cometido calcular la legítima, su finalidad es procurar entre todos los legitimarios una igualdad o, más específicamente, una proporcionalidad, de manera que la donación otorgada a uno de ellos, salvo disposición en contrario del de cuyus, se considera anticipo de su cuota.

Castro y Bravo sintetiza los caracteres generales de la acción de rescisión aludiendo a las particularidades que siguen: es una acción que se dirige a privar de eficacia a un negocio o declaración válida por sí misma; tiene un carácter subsidiario en el sentido de que no podrá ejercitarse sino cuando el perjudicado carezca de otro medio legal para obtener la reparación del perjuicio; podrá o no convertirse en una acción para reclamar la indemnización de daños y perjuicios y requiere para su ejercicio la correspondiente prueba del perjuicio económico.
Aprehendidas las peculiaridades de la acción rescisoria de la que no es sino una especie la acción de reducción de las donaciones inoficiosas, se podrán observar las variadas e inmensurables desemejanzas que marcan a la colación hereditaria como un instituto autónomo e independiente de la reducción por inoficiosidad. En suma, están referidas a los puntos siguientes:
- Por los sujetos.- La colación únicamente alcanza a los herederos legitimarios. La acción de reducción, tutelada por disposiciones de orden público, puede alcanzar tanto a un donatario que sea heredero legitimario como a un tercero extraño a la sucesión.
- Por sus efectos.- La colación no ataca la validez de la donación, ni la revoca ni la rescinde, simplemente imputa la misma a la hijuela del legitimario donatario por la toma de menos - colación por imputación - en la herencia tanto como ya recibió en vida del causante, de aquí que se le conceda una naturaleza de mera operación contable. Mientras la reducción no posee carácter material, provocando un real desplazamiento económico de los bienes, como resultado la declaración de anulabilidad del negocio jurídico de donación en atención a la lesión o daño económico que se ha producido en el patrimonio del legitimario.
- Por el objeto.- La colación recae sobre el valor de las donaciones inter vivos otorgadas a los herederos legitimarios, la acción de reducción alcanza a las disposiciones testamentarias y, en caso de no quedar cubierta la legítimas a las donaciones inoficiosas, ya las realizadas a extraños a la sucesión, ya las ejecutadas a los legitimarios.
- Por la necesidad o no del perjuicio económico.- Para que opere la colación que no se requiere un agravio a la porción legítima de los herederos legitimarios. En cambio, para que funcione la acción de reducción, típicamente rescisoria, es imprescindible que tenga lugar un perjuicio económico a la cuota legitimaria.
- Por su finalidad.- La colación no es una acción inclinada a la protección de la legítima, en defensa de los derechos que de esta naturaleza le asisten a los herederos legitimarios, cual la acción de reducción. Su fundamento subjetivo descansa en la consideración de que los bienes o efectos percibidos por la donación inter vivos o el título lucrativo importa un anticipo de su porción hereditaria, en pos de equipar proporcionalmente a todos los legitimarios.
- Por las causas de extinción.- La colación puede no llegar a materializarse en virtud de la dispensa; mientras la reducción por inoficiosidad no es dispensable, pues la regulación de la legítima prevalece sobre cualquier voluntad contraria.
- Por el modo de efectuarse.- Para efectuar la colación se toma todo lo donado a los herederos legitimarios, se reúne en valor el relictum y se forma con ello una masa común partible entre todos los herederos de la misma clase. La reducción, al contrario, supone la formación de una masa que incluye el relictum más todas las donaciones hechas por el causante indistintamente a todas las personas, con vistas a delimitar la porción de la cual se podía disponer libremente de la estricta legítima.

### Naturaleza jurídica

#### El deber jurídico y la colación hereditaria
La pretensión de los herederos legitimarios de que al repartir la masa única se impute a la parte correspondiente al donatario lo que ya recibió en vida del causante, al tiempo que sean repartidos entre todos los coherederos bienes realmente existentes en el caudal, semejantes a los colacionables, secuela de la realización de las operaciones particionales, no constituye un deber jurídico ni menos aún una obligación.
La relación de poder – deber presente en la definición de la obligación no se manifiesta en ninguno de los hitos o momentos vitales de la colación hereditaria, que para nada atañe una relación jurídica bipolar a partir de la cual un sujeto (deudor) debe realizar o no una determinada actividad a favor de otro (acreedor), quien tiene la facultad, en caso de incumplimiento de la prestación debida, de exigir la condena del deudor al pago de su equivalente económico, representado por los daños y perjuicios.

#### La colación como operación sucesoria
La colación no es una operación sucesoria, pues no comporta un cambio meramente subjetivo en una relación jurídica por causa de muerte. La colación propende a la igualdad de las cuotas de los herederos legitimarios, en proporción a la cuota en que cada uno ha sido instituido. Ello significa que entre los herederos legitimarios serán distribuidos los valores colacionados en correspondencia a sus cuotas hereditarias. Es por ello que en el supuesto de que un heredero legitimario renuncie a su derecho a participar en la colación de otro heredero, la participación del renunciante no acrece a los demás, sino que disminuye el valor colacionable en la medida de esa cuota.

#### La colación como operación previa y conexa a la partición
Algunos autores, entre ellos Espín Cánovas, miran a la colación como integrante de la división del caudal hereditario, sucediéndose las operaciones particionales en: inventario y avalúo, liquidación, “colación“, división y adjudicación. En tanto no es tanto que la colación suceda al inventario y avalúo de los bienes que integraban el patrimonio del causante de la sucesión, sino que los comprenda, su realización sería inocua de no involucrar una relación detallada de dichos bienes y su valoración económica como presupuesto para la reunión del relictum y el donatum.
Empero, debe quedar claro que la colación, si bien no se aparta de la partición, no llega a ganar autonomía, se integra a la misma como una operación previa y conexa a esta. No es algo distinto a la partición tanto como una operación antepuesta e indisoluble de la misma. Ello sin desmentir cierta independencia asociada fundamentalmente en torno a la prescripción de la acción. La partición se considera una acción imprescriptible, beneficio que no reviste la colación.
Este carácter de la colación, su caducidad reunida alrededor de la conclusión de las operaciones particionales no es símbolo de divorcio respecto la partición, todo lo contrario, evidencia el nexo indisoluble entre las mismas, de tal envergadura que la finitud de la partición conlleva el fenecimiento, al unísono, de la acción de colación.
La partición pone fin a la comunidad hereditaria entre coherederos, tiene por oficio la asignación de bienes concretos en pago de haberes hereditarios, la llamada conversión del derecho hereditario in abstracto en derecho hereditario en concreto. Esta función, importa en sí misma la correspondencia respecto determinadas operaciones previas de aportación a la masa partible, sobre la base del principio de justicia distributiva, entre las que resalta la colación hereditaria.

### Fundamento de la colación hereditaria

#### La colación como un medio de protección de la legítima
Sobre la improcedencia de conferir a la colación una finalidad tuitiva de la legítima ya he emitido mi criterio, concluyendo a lo largo de estas líneas que solo en un sentido impropio puede atribuírsele tal propósito, pues indirectamente con el logro de una proporcionalidad en las cuotas de los herederos legitimarios se está preservando la integridad de la legítima en general y la legítima particular de cada coheredero.
La colación propiamente dicha no constituye un complemento de la legítima, no teniendo por objetivo la defensa de las porciones legitimarias ni la comprobación de la oficiosidad de lo donado. Existen otros medios válidos en Derecho para proteger la legítima, de tal modo que “El heredero especialmente protegido a quien el testador haya dejado, por cualquier título, menos de la porción que le corresponde, puede pedir el complemento de la misma”, según artículo 494 del Código Civil cubano. Asimismo, en armonía al artículo 495, apartado primero, del propio cuerpo legal, “La preterición de alguno o de todos los herederos especialmente protegidos, que vivan la otorgarse el testamento o que nazcan después de muerto el testador, anula la institución de heredero, pero valen los legados en cuanto no excedan de la parte de libre disposición”.

#### La colación como medio para lograr la igualdad entre los legitimarios
La colación se configura como un medio que contribuye a mantener una igualdad relativa entre los legitimarios, siempre en estricta correspondencia a sus respectivas cuotas.
Le asiste razón a García-Ripoll Montijano, cuando afirma que la colación es un instituto que mantiene una igualdad, no cuantitativa, sino proporcional, en cuanto respeta la proporción entre las cuotas establecidas por el causante en el acto testamentario. Expresa este autor, “si colacionar es traer a la masa hereditaria el valor de los bienes recibidos gratuitamente inter vivos del causante, ese repartir no puede dejar de ser la supresión de una diferencia que se había establecido entre el donatario y el resto de los coherederos. Lo que sucede, sin embargo, es que el valor de lo colacionado se distribuirá entre los herederos forzosos en proporción a sus cuotas hereditarias. Pero entonces lo que puede desigualar no es la colación, sino la disposición de última voluntad del difunto, si establece cuotas desiguales entre los legitimarios herederos. Sin embargo, la colación, la distribución del valor de lo donado entre los herederos, no puede nunca en sí misma desigualar; será la disposición testamentaria la que produzca la desigualación”.
Pero, conviene precisar, que los cimientos de la colación no residen tan solo en la evitación de las diferencias que en vida el testador puede causar entre los herederos legitimarios disponiendo de partículas activas de su patrimonio, por donación u otro título lucrativo, a favor de unos en detrimento de otros, sostén objetivo de la institución; sino, por añadidura, es necesario indagar en la voluntad previsible del causante, vértice subjetivo de la colación.

#### La colación como anticipo de la legítima
El carácter dispositivo de las normas que regulan la colación hereditaria, dimanante de la facultad conferida al causante de dispensar la colación, permite interpretar subjetivamente su voluntad, sosteniéndose la cabida de la colación solo y cuando el causante no hubiese exonerado de la misma al presunto heredero colacionante.
Se juzga que la ley, en los ordenamientos que reconocen la dispensa, ha querido que haya una proporcionalidad entre las cuotas de los legitimarios, conforme las disposiciones sucesorias o legales, en el entendido que lo donado es un anticipo de la porción que en concepto de legítima les corresponde, todo ello a menos que el donante haya dispuesto expresamente lo contrario. Por tanto, es válido sustentar el nacimiento de la relación jurídica de colación en la voluntad presumible del causante de pretender, al momento de realizar la liberalidad, que el legitimario favorecido impute el valor de lo donado como anticipo de su cuota legitimaria.
La presunción de que las liberalidades recibidas en vida del causante por los legitimarios constituyen un anticipo de la herencia no es, en esencia, una verdadera presunción, que, en todo caso lo sería iuris tantum, desvaneciéndose ante la prueba en contrario. Se trata de una norma dispositiva, una norma que como toda disposición jurídica es susceptible de ser dividida en una hipótesis y una sanción. La ley establece un supuesto de hecho (hipótesis): que el causante no haya eximido al legitimario del deber de colacionar y su respectiva consecuencia jurídica (sanción): lo recibido en vida, en virtud de actos liberales efectuados por el de cuius, se considera un anticipo de la porción a la que tiene derecho.
Ordenamientos como el de Bolivia y el de Argentina, reafirman esta apreciación subjetiva en torno al fundamento de la colación. En este sentido, el artículo 1254 del Código Civil boliviano dispone que “toda donación hecha a heredero forzoso que concurra a la sucesión del donante importa anticipo de su porción hereditaria, salvo el caso de dispensa a que se refiere el artículo 1255”. Mientras el artículo 3476 del Código Civil de la República de Argentina también considera que toda donación entre vivos hacha al legitimario importa una anticipación de su porción hereditaria.
Empero, ello no puede significar desconocer de un modo absoluto y radical la existencia de una razón de ser objetiva de la colación, sino que debe entenderse que en todo caso el fin de la colación es evitar diferencias entre los herederos legitimarios (fundamento objetivo), sobreentendiendo que la voluntad del causante estuvo dirigida a considerar que el valor donado lo fue como anticipo de la legítima (fundamento subjetivo).

### Causas de extinción
Las causas de extinción de la colación están referidas a aquellos motivos determinantes más que de la cesación de sus efectos, de su exclusión. No se trata, como sucede con otras instituciones jurídicas, que la colación haya operado eficazmente y ahora, en virtud de dichas causas, pierde o cesa su eficacia originaria; sino todo lo contrario, los efectos que pudieran desplegarse en este instante de las operaciones particionales se malogran porque es también malograda la gestación de la colación. En propiedad, habría que denominarlas causas que impiden la generación de la colación en vez de causas de extinción. Estas operan en dos casos: cuando el donante así lo hubiera dispuesto expresamente y cuando el heredero donatario renuncia a la herencia.

#### La dispensa de la colación
Visto que la colación reposa en la sobreentendida voluntad del donante de querer imputar el valor de lo donado a cuenta de lo que le corresponde por concepto de legítima al heredero forzoso, esa misma voluntad positiva bien puede impedir la generación de ese efecto. A la declaración de voluntad del causante dirigida a exonerar del acto de colación al heredero legitimario se conoce con el nombre de dispensa.
Mucho se ha discutido sobre la naturaleza jurídica de la dispensa, si una declaración mortis causa o inter vivos. Volcar al acto de dispensa en uno u otros moldes, supone ab initio una previa valoración de la función que desempeña la muerte como elemento causal o no del negocio.
El momento de la muerte constituye un elemento intrínseco a la apertura de la sucesión, al que se retrotrae la aceptación de la herencia por el heredero legitimario como requisito sine qua non para la constitución del derecho hereditario y subsiguiente subrogación en las relaciones jurídicas transmisibles del causante. De la objetividad de la muerte depende entonces: el desprendimiento de las titularidades del de cuius, que subjetivamente pasan a pertenecer al heredero, que llega a serlo en el tránsito mediante la aceptación; la obligación de colacionar si se dieran los presupuestos legales para ello o su dispensa si así lo hubiera ordenado el testador. Con anterioridad, el causante no solo podrá modificar la disposición testamentaria, si la hubiere, sino también revocar la dispensa.
Con ello, la muerte actúa como causa de adquisición del derecho a la dispensa concedida por el causante al legitimario y no simplemente fijando el tiempo en que esta va a tener lugar – como ocurre en los actos de naturaleza inter vivos -, por lo que podemos calificarla de mortis causa, experimentándose una coincidencia in temporis entre el despliegue de los efectos de la dispensa y el instante cronológico de la muerte del causante.
Varios son los modos en que puede hacerse efectiva la dispensa, en el acto mismo de donación, en testamento o en documento público posterior.
El testamento es un acto unilateral, unipersonal, no recepticio, esencialmente revocable y personalísimo, para cuya eficacia el Derecho objetivo señala una o varias formas de valor esencial que tiene por función primordial la de regular el destino de una serie de relaciones jurídicas para después de la muerte (cfr. artículo 476 con relación al 478 del Código Civil cubano). Así, pues, si la dispensa se contiene en testamento, compartimos la opinión de GARCÍA-RIPIOLL MONTIJANO, al estimar que nos hayamos frente a una disposición testamentaria como otra cualquiera, por lo que la misma se encuentra sujeta a las reglas y principios que regulan el testamento.
Es de presumir que las reglas del Derecho de Sucesiones le sirvan de aplicación a la dispensa, sobre todo en materia de revocabilidad, fundada en la expectativa de derecho del heredero legitimario hasta la muerte del causante.
Mayores dificultades engendra la revocación insertada en el propio acto de donación. Claro está que la dispensa puede realizarse simultáneamente a la donación, ello en aras de la economía del negocio jurídico, compuesto por dos partes, ambas dispositivas: la liberalidad y la dispensa.
La dispensa tiene exclusivamente un límite, la cuota del caudal líquido hereditario reservada por ley a los legitimarios. Esta limitación se justifica en la protección tenazmente dispensada a esta clase de herederos, a los que se les puede provocar determinados perjuicios si por vía de dispensa se le atribuye a otro especialmente protegido más de lo que por ley le pertenece, siendo en tales circunstancias lícita su reducción por inoficiosidad.

#### La renuncia a la herencia
En este punto, es de capital importancia perfilar la renuncia a la herencia en oposición a la renuncia a la colación, toda vez que se trata de dos actos jurídicos plenamente identificados, con un objeto y finalidad definidas, que tienen lugar en momentos también manifiestamente diferentes.
La renuncia a la herencia enerva la adquisición hereditaria, paraliza el iter sucesorio que fenece en la delación, sin más implicaciones para el heredero renunciante que la privación de las posiciones activas y pasivas, otrora pertenecientes al causante, transmisibles por causa de fallecimiento. Quien renuncia a la herencia nunca llega a ser heredero y quien no ostente la calidad de heredero difícilmente podrá ser sujeto activo o pasivo de la colación, operación típicamente insertada en la partición, válida solo entre coherederos.
Mientras que, el que renuncia a la colación, no abdica el estatus de heredero, es ya sucesor del causante, solo después de haber aceptado la herencia podrá, en el instante de efectuarse la partición, renunciar a la colación del coheredero donatario.
Esta renuncia podrá o no tener efectos liberatorios para el colacionante, en dependencia del número de legitimarios que acuda a la sucesión. Si renunciante y donatario son los únicos llamados a suceder, la renuncia libera de la colación a este último, en cambio, si son varios los herederos con derecho a colación, el donatario recibirá de menos según haya en vida percibido del causante, excepto en la porción correspondiente al legitimario renunciante de la colación.
La renuncia del legitimario al derecho a exigir la colación, merece distinguirse, a su vez, de la prescripción de la acción; aunque en la práctica sus efectos deban asimilarse. Quien deja prescribir una acción pierde frente al ordenamiento jurídico la tutela judicial por inacción consciente o inconsciente de su parte, deja simplemente correr el término conferido para solicitar dicha tutela; en cambio, quien renuncia a un derecho se priva de él, se desprende del mismo, entendiéndose como si nunca hubiera sido titular de este. Esta distinción explica el que aún en el caso de que la acción haya prescrito, pueda su titular recibir el pago (solutio retentio), no siendo legítimo el que el renunciante pueda recibir la satisfacción de un derecho previamente renunciado.
En lo que concierne a la colación, debe destacarse que esta se halla en absoluta conexión con la partición de la herencia y el derecho de los coherederos para pedir la partición de la herencia es imprescriptible, pero eso no puede significar reconocer a la colación como una acción imprescriptible, todo lo contrario, porque de ser así, se tendría que admitir que aún después de efectuada la partición puede quedar subsistente la posibilidad de ejercicio de la acción de colación, cuando, ciertamente, la posibilidad de reclamar la colación toma cuerpo cuando y mientras se estén verificando las operaciones particionales.